# ماركوس لويس
ماركوس لويس (بالإنجليزية: Marcus Lewis)‏ مواليد 5 أغسطس 1986 في لونغ بيتش، هو لاعب كرة سلة أمريكي. بدأ مسيرته الاحترافية في سنة 2009. يحمل الرقم 7. يبلغ طوله 6 قدم 8 بوصة (2.0 م). حقق المركز الثالث في دورة الألعاب الأمريكية 2011.

## المسيرة الاحترافية
لعب مع أوكلاهوما سيتي بلو من سنة 2009 إلى 2012، ثم لعب مع تروتاموندوس دي كارابوبو في سنة 2012، ثم لعب مع سي بي مورسيا في الدوري الإسباني في موسم 2012–2013، ثم لعب مع بي سي إم جرافيلين في الدوري الفرنسي في موسم 2013–2014، ثم لعب مع بوسان كي تي سونيكبوم في سنة 2014.

## الميداليات
| الميدالية | المسابقة                    |
| --------- | --------------------------- |
| برونزية   | دورة الألعاب الأمريكية 2011 |

## روابط خارجية
- ماركوس لويس على موقع الدوري الإسباني لكرة السلة (الإسبانية)
- ماركوس لويس على موقع كرة السلة الأوروبية.كوم (الإنجليزية)
- ماركوس لويس على موقع إي إس بي إن.كوم (الإنجليزية)
- ماركوس لويس على موقع كلية كرة السلة في سبورتس رفرنس.كوم (الإنجليزية)
- ماركوس لويس على موقع ريلجم (الإنجليزية)
- ماركوس لويس على موقع بروبوليرز (الإنجليزية)
- ماركوس لويس على موقع سبورتس رفرنس (الإنجليزية)
- ماركوس لويس على موقع سبورتس رفرنس (الإنجليزية)